# Sint-Daniëlkerk

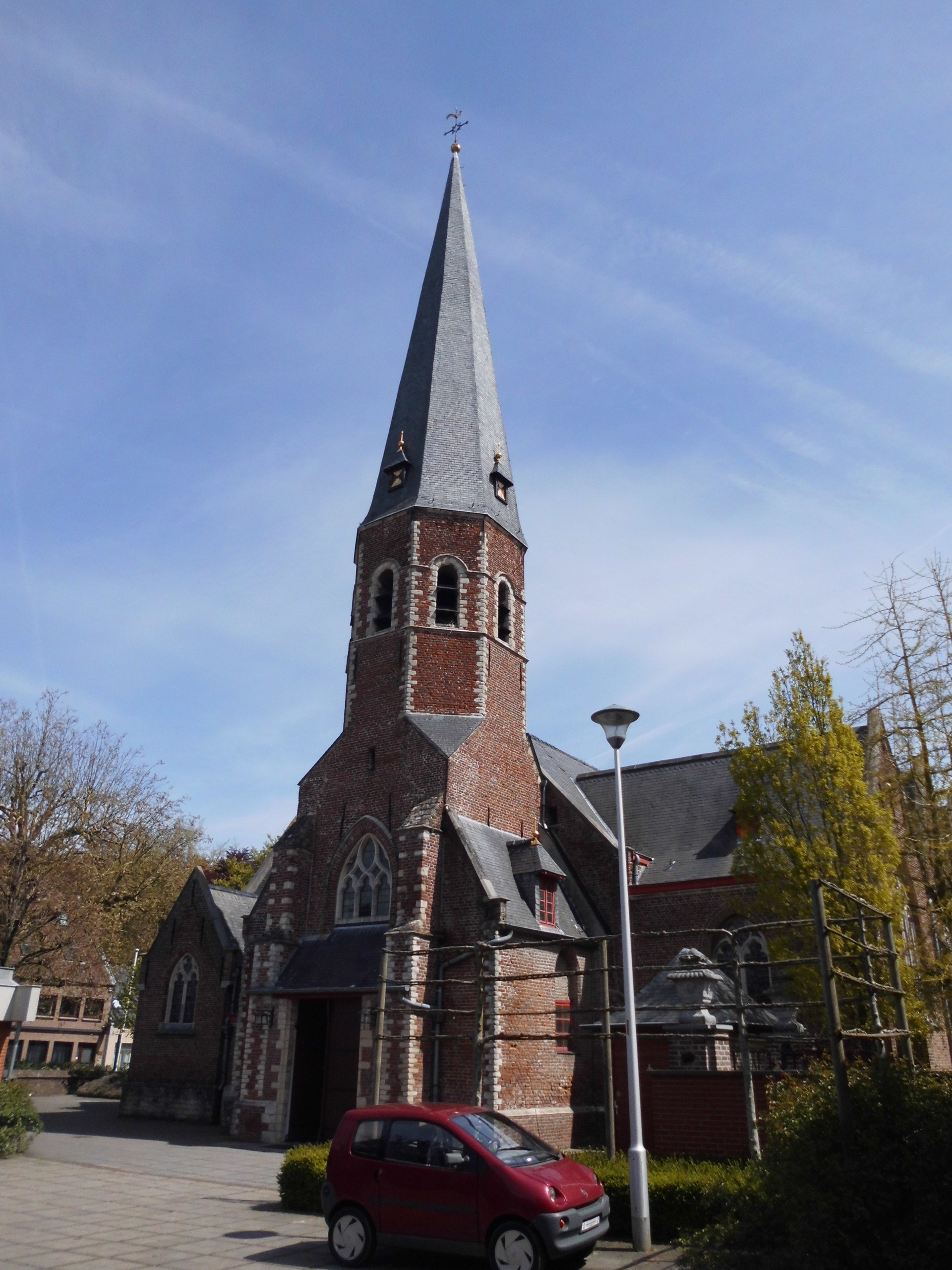
Sint-Daniëlkerk

De Sint-Daniëlkerk is de parochiekerk van de tot de Oost-Vlaamse gemeente Lochristi behorende plaats Beervelde, gelegen aan Beervelde-Dorp 60.

## Geschiedenis
Begin 14e eeuw werd een kapel gesticht. Omstreeks 1600 werd een nieuwe kerk gebouwd in gotische stijl. In 1728 en 1824 werd de kerk vergroot, waarbij de toren behouden bleef. Tot 1809 was het een bijkerk van Destelbergen, waarna de kerk tot parochiekerk werd verheven. In 1927 werd de kerk gesloopt met uitzondering van de toren. Achter de toren werd een nieuwe kerk gebouwd in neogotische stijl, naar ontwerp van Henri Valcke.

## Gebouw
De toren is in baksteen en zandsteen gebouwd. Hij heeft een vierkante plattegrond met daarboven een achtkante geleding waarop een achtkante naaldspits.
Het bakstenen kerkgebouw is tegen de westtoren aangebouwd.

## Interieur
Het interieur wordt overkluisd door een bakstenen kruisribgewelf.
Er is een 17e-eeuws schilderij voorstellende Jezus aan het kruis. Uit de 18e eeuw zizjn de schilderijen Daniël in de leeuwenkuil, Kroning van Maria in de hemel en Onze-Lieve-Vrouw met Jezus en de kleine Johannes. Er is een gepolychromeerd houten Mariabeeld (17e eeuw) en een buste van Daniël (18e eeuw). Uit de 18e eeuw zijn twee biechtstoelen en de preekstoel, uit het midden van de 18e eeuw, is in Lodewijk XV-stijl. Het vroeg 19e-eeuwse orgel kwam vanuit Vurste via Gentbrugge naar Beervelde, waar het geplaatst werd in een 20e-eeuwse orgelkast.
In de naastgelegen kapel is een gepolychromeerd houten kruisbeeld met op de sokkel, in Lodewijk XVI-stijl, de tekst:  't is een heylig en zalig gepeys voor d'overledene te bidden op dat sij van hunne sonden ontslagen worden.